# Peter Rochelsberg
Peter Rochelsberg (* 23. Mai 1881 in Köln; † im 20. Jahrhundert) war ein deutscher Maler, Bühnenbildner und Filmarchitekt beim deutschen Stummfilm der 20er Jahre.

## Leben
Der gebürtige Kölner hatte nach dem Besuch der Volksschule als Theatermaler gearbeitet. 1918 stieß Rochelsberg in München zum Film und stattete, oftmals an der Seite des Kollegen Otto Voelckers vor allem in den 20er Jahren eine Fülle von Filmen aus, mehrfach zweitrangige Inszenierungen der Regisseure Carl Boese, Géza von Bolváry, Jaap Speyer und Manfred Noa, aber auch Paul Wegeners aufwendige Inszenierung Lebende Buddhas. Zu weiteren, ambitionierten Großprojekten Rochelsbergs zählen Noas gelobte Nathan der Weise-Adaption und gleich im Anschluss daran der zweiteilige Helena-Film desselben Regisseurs in einer Produktion der Bavaria.
Seit 1927 wirkte Peter Rochelsberg überdies an den Werkstätten für Theaterkunst. Gegen Ende der Stummfilmzeit, 1929/30, entwarf Peter Rochelsberg auch die Dekorationen für eine Reihe von Heimatfilmen aus der Hand Franz Seitz seniors und Hanns Beck-Gadens. Kurz zuvor hatte Rochelsberg den ersten abendfüllenden Spielfilm Karl Valentins, Der Sonderling, szenenbildnerisch betreut. Beim Tonfilm konnte Rochelsberg kaum mehr Aufträge erzielen, belegt ist lediglich eine Kurzfilmarbeit aus dem Jahre 1936. Danach verliert sich seine Spur.

## Filmografie
- 1920: Der unheimliche Chinese
- 1922: Marcco, der Ringer des Mikado
- 1922: Nathan der Weise (nur Ausstattung)
- 1924: Helena (2 Teile)
- 1924: Hochstapler wider Willen
- 1924: Sklaven der Liebe
- 1924: Die Königsgrenadiere
- 1925: Frauen, die nicht lieben dürfen
- 1925: Die Liebe der Bajadere
- 1926: Fräulein Mama
- 1926: Die Fürstin der Riviera
- 1926: Das deutsche Mutterherz
- 1927: Hotelratten
- 1927: Die Königin de Varietés
- 1929: Der Sonderling
- 1929: Wildschütz Jennerwein
- 1930: Der Herrgottschnitzer von Oberammergau
- 1930: Der Jäger von der Riss
- 1930: Sein letztes Edelweiß
- 1936: Musik zu Zweien (Kurzfilm)